# Robert Nobel
Robert Nobel, est un homme d'affaires et investisseur suédois, pionnier de l'industrie pétrolière dans l'Empire russe, né le 4 août 1829 à Stockholm et mort à Stockholm le 7 août 1896.

## Biographie
Robert Nobel est le fils aîné d'Immanuel Nobel et de Karolina Andriette Ahlsell (it). Il est le frère d'Emil Oscar Nobel (en), de Ludvig Nobel et d'Alfred Nobel.
Robert Nobel fonde Branobel, une importante société pétrolière qui contrôle une importante quantité de la production pétrolière russe. En 1873, il commence son entreprise à Bakou, en Azerbaïdjan, et intéresse son frère Ludvig à l'entreprise en pleine croissance. En 1876, il acquiert une participation dans une raffinerie de pétrole à Bakou. En 1878, avec le troisième frère Alfred Nobel, les deux frères forment Naftabolaget Bröderna Nobel (Branobel).
En 1880, Ludvig reprend l'entreprise parce que la santé de Robert est défaillante. Robert Nobel retourne en Suède pour chercher un remède. Il postule dans plusieurs stations balnéaires du sud de l'Europe avant de s'installer à Getå dans la municipalité de Norrköping en 1888. Il meurt en 1896 et est enterré à Norra begravningsplatsen à Stockholm.